# Violino pomposo
A Violino pomposo a viola pomposa egy oktávval magasabb változata, tehát egy brácsa egy e" húrral pluszban.
Ilyen hangszerre írt egy triószonátát (ezen hangszeren kívül hegedű és fuvola szerepelt benne) Georg Philipp Telemann, és Christian Giusepe Litardi szólószonátát.
A hangszer a barokk zene időszaka után feledésbe merült. Később (az 1800-as évektől) több reinkarnáció is megjelent, ezek közül a híresebbek:
- A violon alto a Michael Woldemar (1750-1816) által készített violino pomposo újjáélesztés. A hangszer Orléansban készült.
- A violalin Franz Hillmer munkája, mely 1800 körül készült Lipcsében. Nem volt hosszú életű.
- A viola alta vagy Ritterbrácsa Hermann Ritter 1876-ban készült elméleti munkája, amelyet a gyakorlatban Karl Adam Hoerlein Würzburgban valósított meg. A 19. századi violino pomposo újjáélesztések közül ez volt a legéletképesebb; igaz, ez is rövid idő alatt megbukott.